# User-generated content
User-generated content (UGC) (także consumer-generated media – CGM albo user-created content – UCC) – treści wytwarzane i nadawane przez końcowych użytkowników (w przeciwieństwie do zawartości mediów tradycyjnych, która tworzona jest przez zawodowych np. pisarzy, wydawców, dziennikarzy, nadawców, producentów).
Pojęcie UGC upowszechniło się w 2005 roku. Odzwierciedla zmiany w nowych mediach związane z rozwojem technologii, które dostępne są w coraz bardziej powszechnym użytku. UGC dotyczy różnych typów treści, np.: video, wpisów blogowych, podcastów, wpisów wiki.
Według definicji zawartej w raporcie OECD z 2007 roku treści tworzone przez użytkowników (UCC) cechuje:
- Wymóg publikacji – treść stworzona przez użytkownika jest publicznie dostępna za pośrednictwem Internetu (np. na ogólnodostępnej stronie WWW lub stronie serwisu społecznościowego dostępnego dla wybranych osób)
- Twórczy wkład – treść jest przynajmniej częściowo rezultatem twórczej pracy użytkownika. Może być w całości stworzona przez użytkownika lub przetwarzać już istniejące treści, jednak by uznać ją za UCC, użytkownik musi wytworzyć pewną nową wartość (OECD nie uznaje za UCC np. umieszczenia na YouTube fragmentu programu telewizyjnego).
- Tworzenie poza aktywnością zawodową – UCC zazwyczaj nie jest wytwarzana w ramach pracy zawodowej. Zwykle jest tworzona przez amatorów nieoczekujących wynagrodzenia czy zysku. Motywacją do tworzenia UCC mogą być: kontakty z innymi użytkownikami, rozgłos, prestiż, potrzeba ekspresji.